# 1895 en science
| Années de la science : 1892 - 1893 - 1894 - 1895 - 1896 - 1897 - 1898    |
| Décennies de la science : 1860 - 1870 - 1880 - 1890 - 1900 - 1910 - 1920 |

Cet article présente les faits marquants de l'année 1895 en science.

## Événements

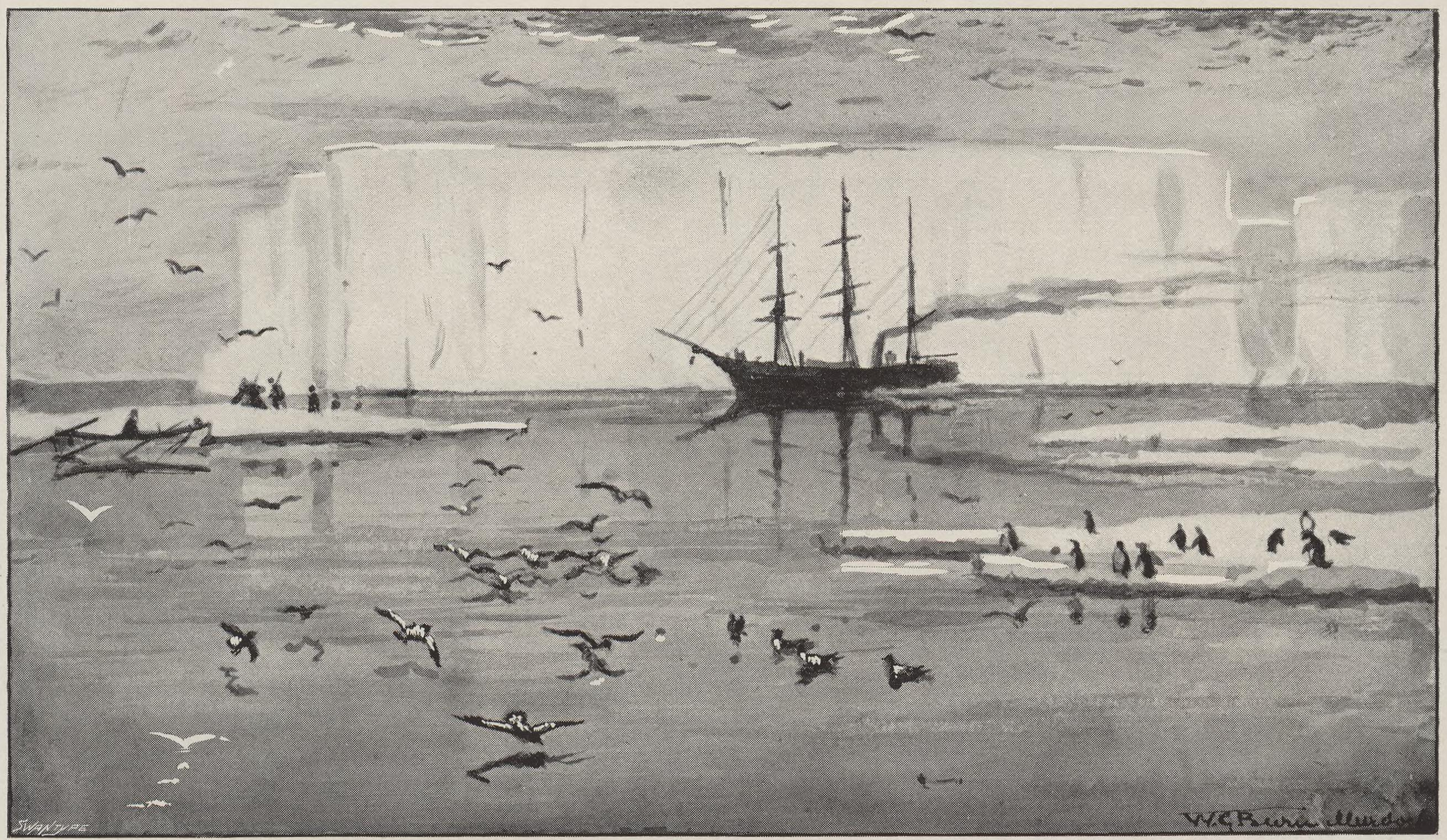
LAntarctic, illustration tirée du livre The cruise of the « Antarctic » to the South Polar regions publié à Londres en 1896.

- 24 janvier : Henryk Bull, Carsten Borchgrevink et Leonard Kristensen, à bord de l'Antarctic, débarquent sur le continent Antarctique au cap Adare[1].
- 26 avril : création de la New York Zoological Society (aujourd’hui Wildlife Conservation Society)[2].

- 30 avril : découverte du bétyle de Kermaria, pierre sacrée, sur laquelle sont gravés des motifs celtiques de tradition indo-européenne (frise d'esses enchainés, svastika), décrite par le préhistorien français Paul du Châtellier en 1898[3].

- 25-29 juillet : conférence internationale pour la protection des oiseaux à Paris. Elle dresse une liste d'oiseaux utiles à l’agriculture (insectivores) et des oiseaux nuisibles[4].

- 11 décembre : Svante Arrhenius  présente un mémoire intitulé « On the Influence of Carbonic Acid in the Air upon the Temperature of the Ground » (sur l'influence du dioxyde de carbone atmosphérique sur la température terrestre), à l'Académie royale des sciences de Suède publié dans le Philosophical Magazine en avril 1896[5] ; il établit le lien entre les émissions de gaz à effet de serre et l'accroissement des températures terrestres[6].

### Sciences physiques
- 6 mars : le physicien français Pierre Curie soutient sa thèse de doctorat sur les Propriétés magnétiques des corps à diverses températures. Il démontre que le diamagnétisme est indépendant de la température et qu’au-dessus d’une certaine température (point de Curie) le ferromagnétisme se transforme en paramagnétisme (loi de Curie)[7].
- 26 mars : le chimiste britannique William Ramsay annonce qu'il a isolé pour la première fois l'hélium à partir de la cleveite (en), une variété de pechblende par des communications conjointes à la Royal Society et à l'Académie française des sciences[8].
- 5 juin : l'ingénieur allemand Carl von Linde obtient un brevet en Allemagne pour un procédé de liquéfaction de l'air basé sur la détente de Joule-Thomson[9]. Quelques jours plus tôt, le 23 mai, le britannique William Hampson a déposé indépendamment un brevet préliminaire au Royaume-Uni sur un procédé similaire, mais incomplet[10].

- 26 juillet : Pierre Curie épouse Marie Skłodowska[7].

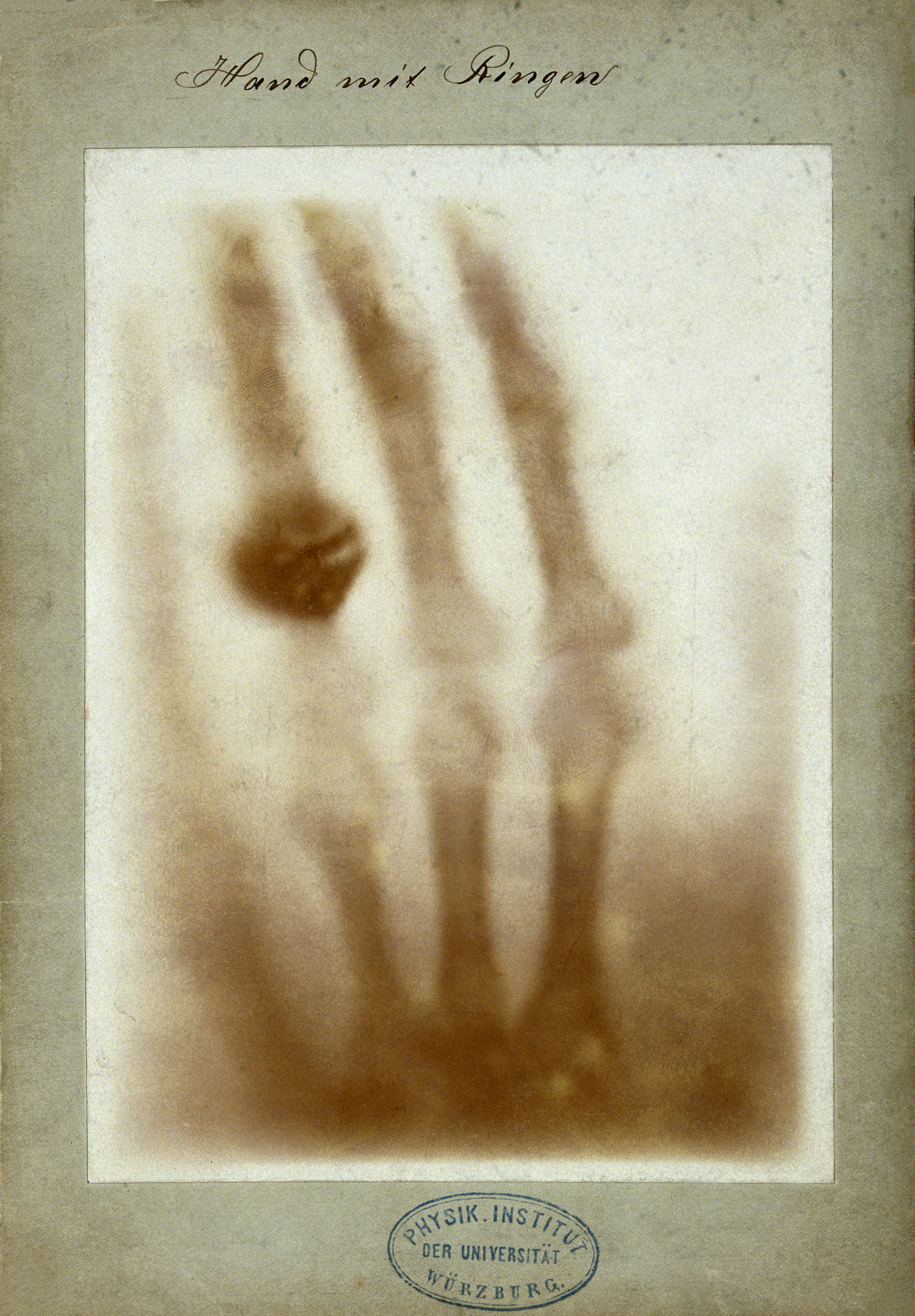
Radiographie de la main de Mme Roentgen.

- 8 novembre : découverte des rayons X grâce au tube de Crookes par le physicien allemand Wilhelm Röntgen, qui réalise la première radiographie. Il examine leur pouvoir de pénétration et observe qu’ils produisent une ionisation de l’air[11].

- Les chimistes allemands Emil Fischer et Arthur Speier décrivent une méthode d'estérification des acides carboxyliques[12].

### Technologie
- 13 février : les frères Lumière déposent le brevet du cinématographe[13].
- 7 mars : Édouard Michelin fait breveter le pneumatique démontable pour automobiles (brevet n°245630 pour l'application des bandages ou garnitures pneumatiques aux organes de transmission de mouvement)[14]. Après des essais sur une voiture hippomobile en février, L'Éclair est la première automobile équipée de pneus Michelin et participe à la course Paris-Bordeaux-Paris[15].
- 7 mai : le physicien russe Aleksandr Popov présente à la Société Russe de Physique et de Chimie son récepteur radio à cohéreur muni d'une antenne, un des premiers appareils de télégraphie sans fil[16].

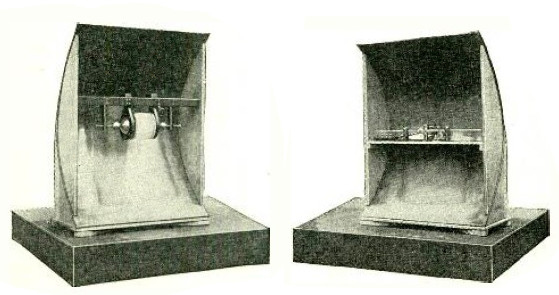
Émetteur et récepteur conçus par Marconi en 1895.

- Été : l'inventeur italien Guglielmo Marconi effectue ses premiers essais télégraphie sans fil à Salvan en Suisse assisté du jeune Maurice Gay-Balmaz qui relate les faits en 1968[17]. Marconi continue ses expériences à la Villa Grifone à Pontecchio Bolognese. À la fin de l'année, il atteint une portée de transmission d'environ deux kilomètres et prouve que les ondes électromagnétiques peuvent réaliser des communications à grande distance[18].

## Publications
- Josef Breuer et Sigmund Freud : Études sur l'hystérie, ouvrage considéré comme un document inaugural dans la découverte de la psychanalyse.
- Émile Durkheim : Les Règles de la méthode sociologique.
- Henri Poincaré : Analysis situs, série d'articles publiés entre 1895 et 1904 dans le Journal de l'École polytechnique, acte fondateur de la topologie.
- Johannes Eugenius Bülow Warming : Plantesamfund, traité qui ouvre un programme de recherche écologique centré sur la problématique des communautés végétales.

## Prix
- Médailles de la Royal Society
  - Médaille Copley : Karl Weierstrass
  - Médaille Davy : William Ramsay
  - Médaille royale : John Murray, James Alfred Ewing

- Médailles de la Geological Society of London
  - Médaille Lyell : John Frederick Blake
  - Médaille Murchison : Gustaf Lindström
  - Médaille Wollaston : Archibald Geikie

- Médaille Linnéenne : Ferdinand Julius Cohn

## Naissances

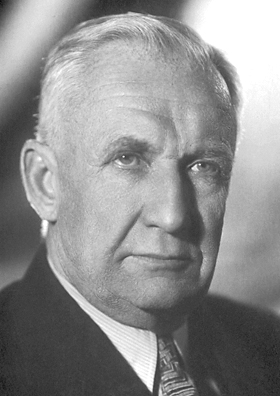
Igor Tamm

- 1er janvier : Irma Andersson-Kottö  (morte en 1985), botaniste et généticienne suédoise.
- 3 janvier : James Leslie Starkey (mort en 1938), archéologue britannique.
- 15 janvier :
  - Jean Charbonneaux (mort en 1969), archéologue français.
  - Artturi Ilmari Virtanen (mort en 1973), chimiste finlandais.
- 27 mars :  Jean Baradez (mort en 1969), colonel d'aviation et pionnier  de l'archéologie aérienne français.
- 15 avril : Nikolaï Semionov (mort en 1986), chimiste russe.
- 12 mai : William Francis Giauque (mort en 1982), ingénieur et chimiste américain.
- 28 mai : Rudolph Minkowski (mort en 1976), astronome germano-américain.
- 5 juin : Wilfrid Le Gros Clark (mort en 1971), anatomiste et chirurgien britannique.

- 8 juillet : Igor Tamm (mort en 1971), physicien russe, prix Nobel de physique en 1958.
- 14 juillet : Jin Yuelin (mort en 1984), logicien et philosophe chinois.
- 20 juillet : Richard Eric Holttum (mort en 1990), botaniste britannique.

- 3 août : Edmond Friedel (mort en 1972), géologue français.
- 23 août : Sir Henry Tizard (mort en 1959), physicien britannique.
- 24 août : Morris Selig Kharasch (mort en 1957), chimiste américain.

- 10 septembre :
  - Melville Herskovits (mort en 1963), anthropologue américain.
  - Edwin R. Thiele (mort en 1986), missionnaire adventiste et archéologue américain.
- 16 septembre : Clark Hopkins (mort en 1976), archéologue américain.
- 21 septembre :
  - Juan de La Cierva (mort en 1936), ingénieur espagnol, inventeur de l’autogire.

- 3 octobre : Roman Ghirshman (mort en 1979), archéologue, explorateur et historien français d'origine ukrainienne.
- 23 octobre : Hans Ferdinand Mayer (mort en 1980), mathématicien et physicien allemand.

- 2 novembre : Olof Vilhelm Arrhenius (mort en  1977), chimiste suédois.
- 26 novembre : Bertil Lindblad (mort en 1965), astronome suédois.

## Décès

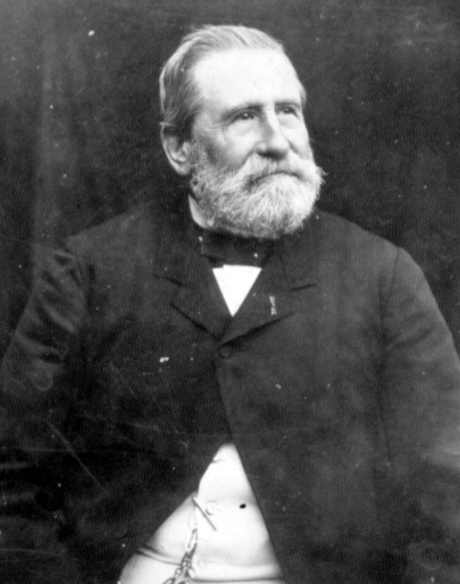
Gaston de Saporta

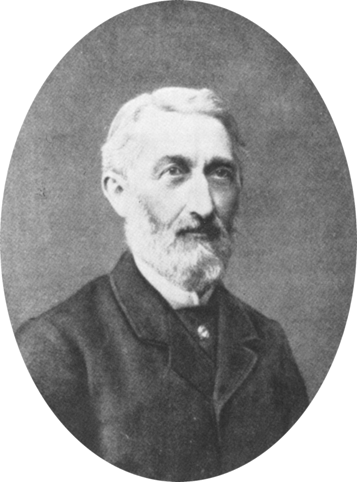
Charles Frédéric Girard

- 26 janvier : Gaston de Saporta (né en 1823), paléobotaniste français.
- 29 janvier : Charles Frédéric Girard (né en 1822), médecin et zoologiste américain d'origine française.
- 19 février : John Whitaker Hulke (né en 1830), chirurgien et géologue britannique.

- 5 mars : Henry Rawlinson (né en 1810), militaire, diplomate et orientaliste-assyriologue britannique.
- 10 mars : Fritz Müller (né en 1834), médecin et zoologue suisse.

- 11 avril : Julius Lothar Meyer (né en 1830), chimiste allemand.
- 14 avril : James Dwight Dana (né en 1813), géologue, minéralogiste et zoologiste américain.
- 22 avril : Étienne Léopold Trouvelot (né en 1827), astronome, artiste et entomologiste amateur français.
- 23 avril : Carl Ludwig (né en 1816), médecin et physiologiste allemand.

- 23 mai : Franz Ernst Neumann (né en 1798), minéralogiste, physicien et mathématicien allemand.

- 11 juin : Daniel Kirkwood (né en 1814), astronome américain.
- 21 juin : Friedrich Tietjen (né en 1834), astronome allemand.
- 23 juin : William Crawford Williamson (né en 1816), naturaliste britannique.
- 29 juin : Thomas Henry Huxley (né en 1825), biologiste et philosophe britannique.

- 7 juillet : Gustav Spörer (né en 1822), astronome allemand.
- 8 juillet : Johann Josef Loschmidt (né en 1821), physicien et chimiste autrichien.
- 19 juillet : Henri Ernest Baillon (né en 1827), botaniste et médecin français.

- 2 août : Joseph Thomson (né en 1858), géologue et explorateur écossais.
- 10 août : Felix Hoppe-Seyler (né en 1825), chimiste et physiologiste allemand.
- 12 août : David Bierens de Haan (né en 1822), mathématicien et historien des mathématiques néerlandais.
- 26 août :
  - Sigismondo Castromediano (né en 1811), archéologue et un érudit italien.
  - Friedrich Miescher (né en 1844), biologiste suisse.

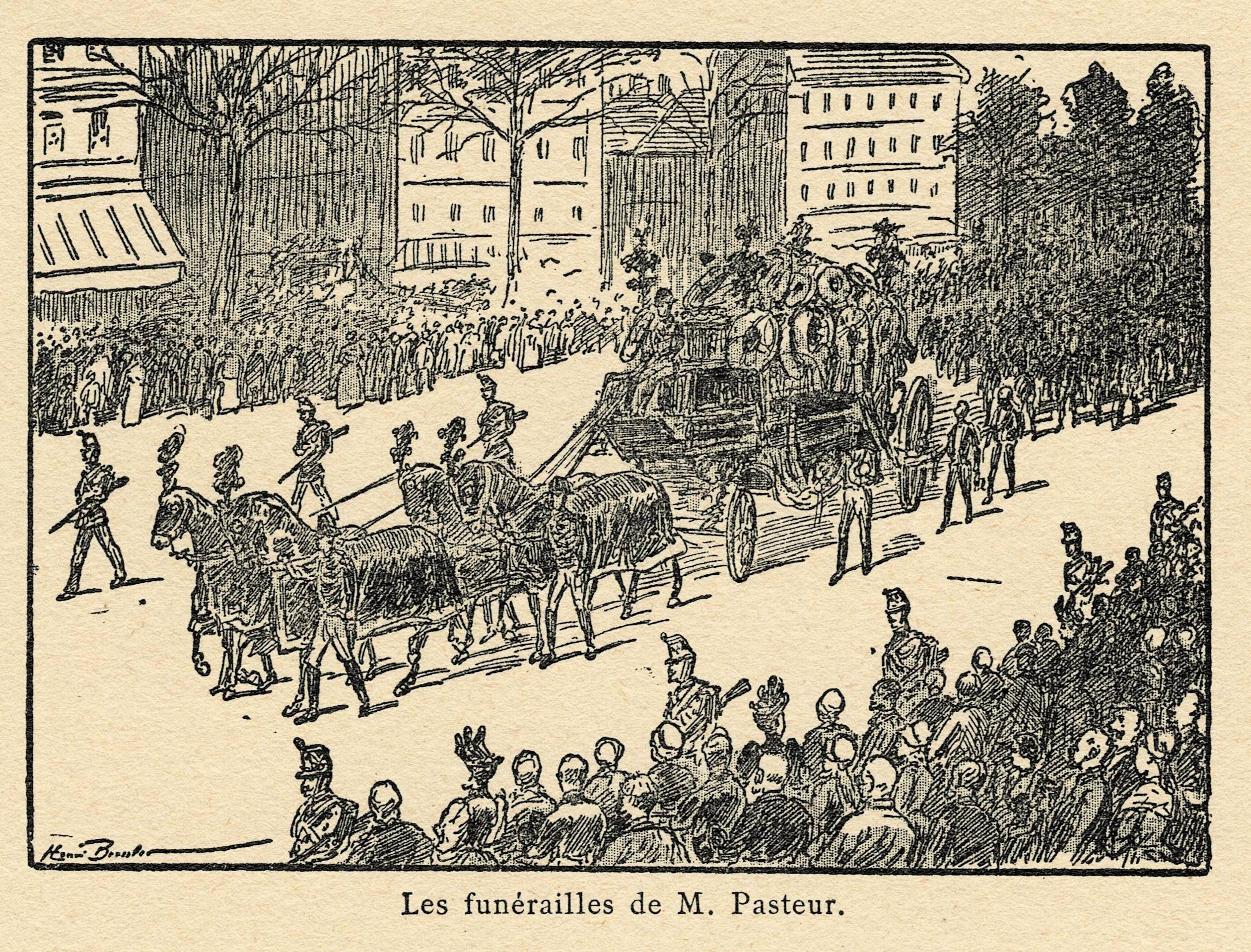
Funérailles de Louis Pasteur.

- 28 septembre : Louis Pasteur (né en 1822), scientifique français, chimiste et physicien de formation, pionnier de la microbiologie.

- 13 octobre : Franklin Leonard Pope (né en 1840), ingénieur, explorateur et inventeur américain.

- 25 novembre : Ludwig Rütimeyer (né en 1825), paléontologue, zoologiste et anatomiste suisse.
- 26 novembre : Henry Seebohm (né en 1832), industriel anglais, voyageur et ornithologue amateur.

- 22 décembre : John Russell Hind (né en 1823), astronome britannique.
- 31 décembre :  Pierre Jean Marie Delavay (né en 1834), missionnaire, botaniste et grand collecteur de plantes en Chine.

- George Henry Felt (né en 1831), égyptologue américain.